# Digimon Adventure V-Tamer 01
Digimon Adventure V-Tamer 01 (デジモンアドベンチャーVテイマー01?, Dejimon Adobenchā V-Teimā 01) è il primo manga dedicato all'universo di Digimon, pubblicato sul magazine V Jump dal 21 novembre 1998 al 21 agosto 2003 per un totale di cinquantotto capitoli. Questo manga introduce il personaggio di Taichi - che non è lo stesso Taichi che compare nella serie TV Digimon Adventure, nonostante i due si somiglino molto per aspetto fisico e personalità. V-Tamer 01 ha luogo in un universo parallelo.
L'edizione italiana dell'opera è stata curata da Panini Comics, che ha pubblicato il manga in volumetti di formato ridotto rispetto agli originali. La pubblicazione è stata interrotta dopo nove numeri, corrispondenti ai primi due albi dell'edizione giapponese.

## Trama
In questo universo, Taichi è coinvolto in un torneo tra V-Pet, dove gli viene proibito di giocare poiché il Digimon nel suo V-Pet non viene riconosciuto come un Digimon reale. Tuttavia, dopo la fine del torneo, Taichi sfida il vincitore dello stesso, un ragazzo chiamato Neo Saiba, e la loro battaglia termina in pareggio - eventualità che normalmente non dovrebbe verificarsi. Successivamente, Taichi viene chiamato a Digiworld da un Digimon chiamato Lord HolyAngemon e, una volta lì, incontra il misterioso Digimon del suo V-Pet, Zeromaru il Veedramon. Taichi e Zeromaru viaggiano per raggiungere il castello di Lord HolyAngemon per ascoltare cosa questo abbia da dirgli con l'aiuto di Gabo il Gabumon. Lord HolyAngemon prega Taichi di trovare le cinque Medaglie dei Domatori e di sconfiggere il perfido Demon, che sta cercando di distruggere completamente la pace di Digiworld.
Durante la storia, altri umani vengono trasportati a Digiworld da Demon, compresi Neo Saiba, Rei Saiba, Sigma, Mari Goutokuji e Hideto Fujimoto. Neo viene scelto per allevare il Digimon che nascerà dal Digiuovo superevoluto che Demon sta crescendo. Rei Saiba, sorella di Neo, possiede un altro Digiuovo, chiamato Digimental, che permetterà al Digimon sperimentale di Demon di digievolvere ad un livello superiore a quello mega. Gli altri, che si definiscono gli "Alias III", si uniscono a Neo e Demon per aiutarli ad ottenere il loro Digimon. Il partner di Hideto è un Omnimon chiamato Omega (il nome originale di Omnimon è, appunto, Omegamon), formato dalla DNAdigievoluzione di Warg e Melga, rispettivamente un WarGreymon ed un MetalGarurumon (come era facile intuire dai loro nomi). Il partner di Mari è un Rosemon chiamato Rose, mentre quello di Sigma è un Piedmon chiamato Pie. Gli altri esseri umani all'infuori di Taichi che appaiono nel manga sono tutti nemici, anche se essi vengono infine riportati alla ragione da Taichi, tranne Rei, che tuttavia non dispone né di un Digimon partner né di cattive intenzioni.

## Personaggi

### Taichi Yagami
Taichi Yagami è il personaggio principale del manga V-Tamer 01. È un ragazzo proprietario di un V-Pet con al suo interno un Digimon che, però era stato reputato un trucco scaricato da qualche parte. Ma quando viene trasportato a Digiworld, Taichi capisce che in realtà il "trucco" era il suo Digimon partner, Zeromaru. All'incontro con Lord HolyAngemon, colui che lo aveva convocato a Digiworld, a Taichi viene richiesto aiuto per combattere Demon. Tai accetta di dare il suo aiuto e, insieme a Gabo come guida, inizia a cercare le cinque V-Tag. Tai si ritrova presto a dover affrontare Etemonkey ed i suoi simili, guardiani delle V-Tag. Nonostante si trovi a Digiworld, il ragazzo si trova costretto a combattere anche altri esseri umani, come Neo Saiba e gli Alias III, che però, alla fine, si schierano dalla sua parte. Dopo che Tai e Zeromaru riescono infine a sconfiggere Demon, lui e gli altri bambini tornano al mondo reale.
Esistono alcuni speciali di V-Tamer 01 in cui Tai si trova a fare squadra con Davis Motomiya, Ryō Akiyama e Takuya Kanbara.

### Neo Saiba
Neo Saiba è un domatore malvagio in V-Tamer 01 e fratello di Rei Saiba. Il suo Digimon partner originale era un Greymon, che lui però ripudiò per le sue continue sconfitte in battaglia. Agli ordini di Demon, Neo dispone di tantissimi Digimon, compresi un Devimon ed un Ogremon che sono capaci di DNAdigievolvere in SkullSatamon, il quale è stato usato da Neo più volte per eliminare Etemonkey, un Etemon, MetalGreymon (che si era evoluto dal suo stesso Greymon), Ghoulmon ed altri Digimon. Ognuno di questi è stato ucciso da Neo stesso o dallo Zeromaru di Taichi Yagami. Il Digimon successivo ricevuto da Demon è un Arkadimon, usato per sconfiggere Pie il Piedmon e Rose il Rosemon (ma Rose muore molto più tardi). Successivamente conduce l'invasione al castello di Lord HolyAngemon con un'armata composta da diversi Airdramon, Devidramon, Vilemon, Devimon, un Boltmon, un Gryphonmon, un Megadramon, un Gigadramon ed un VenomMyotismon. Il suo Arkadimon riesce inoltre a sconfiggere anche Leo e Seraphimon (la forma di livello mega di Lord HolyAngemon). Tempo dopo l'invasione e la minaccia di Rei di buttarsi da un precipizio se le lotte non fossero finite, Neo e Taichi interrompono la loro rivalità. Dopo questi eventi, Neo diventa amico Taichi e di nuovo degli Alias III e salva la vita di Taichi. Tornato nel mondo reale, vince il successivo torneo D-1 e la sua amicizia con Taichi e gli Alias III è più forte che mai.

### Demon
Demon è il malvagio che si nasconde dietro il caos generatosi a Digiworld. Il suo obiettivo è di creare una grande armata di Digimon malvagi per impossessarsi di Digiworld. Inoltre, è anche impegnato a far crescere un Digiuovo di terribile potenza nel suo castello, posizionato al centro del Continente Folder, che originariamente apparteneva ad una divinità Digimon. Dopo aver visto la potenza rilasciata da Zeromaru insieme al suo partner Taichi, Demon capì di aver bisogno di un domatore per rilasciare completamente la potenza incredibile del Digimon SuperEvoluto e sì imbatte in qualcuno che faceva al caso suo, Neo. Le intenzioni di Demon comprendevano inoltre anche di invadere il mondo reale dopo essersi impossessato di Digiworld. Ma Neo colpisce alle spalle Demon e fa assorbire ad Arkadimon tutti i dati del Digimon. Sembra proprio che Demon se ne sia andato per sempre ma, in realtà, il Digimon aveva fatto in modo che il tradimento di Neo avvenisse senza intoppi, così che lui riuscisse a possedere Arkadimon. Una volta che Neo capisce i suoi errori, Arkadimon si riduce in mille pezzi e Demon fuoriesce dal suo corpo, digievolvendo al livello superevoluto dopo aver assorbito i dati di Arkadimon, ma viene poi eliminato da Zeromaru nella forma di UlforceVeedramon Future Mode.

## C'mon Digimon
C'mon Digimon è un manga autoconclusivo sviluppato nell'estate del 1997, riguardante battaglie tra Digimon più o meno olografici. Fu pianificato, ma apparentemente non vide mai la luce. Tuttavia, questo manga fu pubblicato come speciale nel volume due di V-Tamer 01, con la rivelazione che il protagonista ed eroe del manga, Kentaro, era stato la fonte d'ispirazione per l'aspetto fisico ed il carattere di Taichi Yagami e Tai Kamiya, rispettivamente l'eroe di V-Tamer 01 ed il leader dei Digiprescelti in Digimon Adventure.

### Trama
Il protagonista di C'mon Digimon è Kentaro Kamon, un ragazzo apparentemente scostante ed attaccabrighe; tuttavia, la storia è raccontata dal punto di vista di Makoto Abe, compagno di classe di Kentaro, amante dei Digimon ed il più forte del suo quartiere nelle battaglie tra Digimon virtual pet. Makoto è incuriosito da Kentaro, unico della classe a non interessarsi ai Digimon e alle battaglie, e cerca di coinvolgerlo nel gioco, ma senza successo. I suoi compagni di classe gli consigliano tuttavia di lasciar stare il ragazzo, che da sempre mal sopporta la presenza di animali e che non sembra volerci avere nulla a che fare. Tuttavia, mentre Makoto è impegnato a seguire Kentaro all'uscita di scuola per trovare un modo per coinvolgerlo nel suo gioco, quest'ultimo trova un Digimon virtual pet tra dei rifiuti. Makoto lo coglie sul fatto e per non fargli abbandonare il Digimon lo invita a casa sua, facendogli vedere un monitor virtuale tridimensionale capace di creare una rappresentazione in 3D dei Digimon virtual pet. Makoto inserisce il Digimon di Kentaro nella macchina, il quale prende immediatamente vita e sembra avere molto in simpatia Kentaro. Il giorno dopo, tuttavia, mentre Kentaro è alla ricerca di un modo per appioppare il suo V-Pet a Makoto, quest'ultimo viene sfidato ad una Death-Battle, una battaglia tra V-Pet che si svolge in un monitor virtuale tridimensionale. Particolarità di questo tipo di battaglie è, tuttavia, la distruzione del V-Pet del perdente. Makoto era infatti stato sfidato da Shin'ichiro Josaki, erede delle Josaki Electronics, il cui unico scopo è creare il Digimon più forte di tutti. Il Greymon di Makoto perde contro il Deathmon di Shin'ichiro ed il suo Dock viene distrutto: tuttavia, Kentaro, colpito dalla crudeltà e dalla freddezza estrema di Shin'ichiro, decide di sfidarlo in una Death-Battle che si svolgerà dopo dieci giorni. Kentaro sembra quindi decisissimo ad allenare il suo Digimon, Bunomon, affinché possa sconfiggere il Deathmon di Shin'ichiro dieci giorni dopo.
Nonostante tutti gli allenamenti di Kentaro e Bunomon e gli sforzi di Makoto per aiutare i suoi amici nel loro intento, però, Bunomon non digievolve mai e rimane quindi in una forma piuttosto debole. Makoto, inoltre, è contrariato perché Kentaro non ha seguito una tabella di allenamenti specifica che aveva preparato apposta per lui. Il giorno della battaglia Bunomon è ancora nella sua forma iniziale e viene deriso dal suo avversario, che al contrario è digievoluto al livello evoluto. La battaglia inizia e sembra assolutamente ad armi impari, con Bunomon che non riesce nemmeno a scalfire il suo avversario. Shin'ichiro si prende anche il lusso di deridere il suo avversario, usando a dovere la principale caratteristica del suo Digimon: Deathmon è infatti in grado di digievolvere nella forma Death di ogni Digimon che ha sconfitto. Makoto si arrabbia con Kentaro, accusandolo di non aver allenato a dovere il suo Digimon, ma proprio in quel momento Deathmon si trasforma in DeathMeramon. La trasformazione non è casuale, ma solo uno scherzo crudele di Shin'ichiro: il ragazzo, infatti, ha fatto delle ricerche e ha scoperto il passato di Kentaro, che da piccolo era rimasto coinvolto in un incendio che era costato la vita a Bun, il suo cane, che aveva esaurito tutte le sue energia proprio per salvare il ragazzo dall'incendio. Shin'ichiro intende sconfiggere Bunomon con il fuoco per ferire ancora di più Kentaro, che però non è rassegnato alla sconfitta e riesce ad elaborare una strategia vincente per sconfiggere DeathMeramon e salvare Bunomon, che quindi rimarrà il suo Digimon.

### Digimon esclusivi
I seguenti Digimon sono apparsi finora solamente in C'mon Digimon.
- Bun (ブン?) è un Digimon di livello, tipo e gruppo sconosciuti. È il Digimon protagonista del manga. Nella traduzione italiana di questo manga, tuttavia, ci si riferisce a lui con il nome di Bunomon ed un personaggio nel manga, prendendolo in giro, lo chiama "Damemon" (mostro stupido).
- Deathmon (デスモン?) è il Digimon antagonista del manga. Deathmon dispone del potere di trasformarsi in forme "defunte" dei Digimon sconfitti da lui in precedenza, con l'affisso "Death-" prima del nome. Nel manga si trasforma in DeathAirdramon, DeathDevimon, DeathMetalGreymon, DeathMeramon e DeathTyrannomon.

## Manga

### Capitoli
| Nº | Nº  | Titolo italiano Giapponese 「Kanji」 - Rōmaji | Data di prima pubblicazione        | Data di prima pubblicazione  |
| Nº | Nº  | Titolo italiano Giapponese 「Kanji」 - Rōmaji | Giapponese                         | Italiano                     |
| 1  | 1-5 | Digimon Adventure V-Tamer 01 Disco-1 「デジモンアドベンチャーVテイマー01 Disc-1」 - Dejimon Adobenchā V-Teimā 01 Disc-1 | 3 dicembre 1999 ISBN 4-08-806019-9 | giugno - ottobre 2001        |
| 1  | 1-5 | Capitoli - VITTORIA 1: 100% domatore! (100%テイマー!!?, 100% Teimā!!) - VITTORIA 2: Combinazione vincente! (逆転コンビネーション?, Gyakuten Konbinēshon, lett. "Combinazione Inversa") - VITTORIA 3: Cronaca militare del Continente di Folder (フォルダ大陸戦記?, Foruda tairiku senki) - VITTORIA 4: Le cinque prove (5つの試煉!!?, Itsutsu no shiren!!) - VITTORIA 5: 100% determinazione! (やる気100%!?, Yaruki 100%!, lett. "100% preparato!") - VITTORIA 6: La minaccia dei Digimon Evoluti! (完全体の脅威!?, Kanzentai no kyōi!) - VITTORIA 7: Le ragioni della vittoria (勝利の理由...?, Shouri no riyuu...) - VITTORIA 8: Allenamento esplosivo!! (燃えてトレーニング!!?, Moete Torēningu!!) - VITTORIA 9: Il nuovo Digivice (新たなる力 デジヴァイス01?, Aratanaru chikara, Dejivaisu 01, lett. "Una nuova forza, Digivice 01") - VITTORIA 10: Il salvatore degli abissi (DEEP SAVER?, Dīpu Seibā) |                                    |                              |
| 2  | 6-9 | Digimon Adventure V-Tamer 01 Disco-2 「デジモンアドベンチャーVテイマー01 Disc-2」 - Dejimon Adobenchā V-Teimā 01 Disc-2 | 2 giugno 2000 ISBN 4-08-806017-2   | novembre 2001 - gennaio 2002 |
| 2  | 6-9 | Capitoli - VITTORIA 11: Combinazione vincente (コンビネーションブレイクダウン?, Konbinēshon Bureikudaun) - VITTORIA 12: Una battaglia da incubo (悪夢の闘い?, Naitomea Batoru) - VITTORIA 13: Sveglia, squadra! (WAKE UP!コンビネーション?, WAKE UP! Konbinēshon) - VITTORIA 14: La battaglia delle stelle! (激戦!!スターバトル!!?, Gekisen!! Sutā Batoru!!) - VITTORIA 15: Un altro domatore (もう一人のテイマー?, Mō ichi-nin no Teimā) - VITTORIA 16: Battaglia tra domatori!! (テイマーバトル!!?, Teimā Batoru!!) - VITTORIA 17: Rabbia senza limiti!! (怒りの限界!!?, Ikari no Rimitto Ōbā!!) - Andiamo, Digimon (C'mon デジモン?, C'mon Dejimon) |                                    |                              |
| 3  | -   | Digimon Adventure V-Tamer 01 Disco-3 「デジモンアドベンチャーVテイマー01 Disc-3」 - Dejimon Adobenchā V-Teimā 01 Disc-3 | 2 marzo 2001 ISBN 4-08-806021-0    | -                            |
| 3  | -   | Capitoli (traduzioni letterali dei titoli) - VITTORIA 18: Futuro potenziale (未来への可能性?, Mirai e no kanōsei) - VITTORIA 19: Occhialoni... (GOGGLES...?, Goggles...) - VITTORIA 20: Battaglia sull'albero (バトル・オン・ザ・天空樹?, Batoru on za tenkūju) - VITTORIA 21: La disperata morte x! La forma Mega appare! (絶体X絶命! 究極体出現!!?, Ze~tsu-tai X zetsumei! Kyūkyoku-tai shutsugen!!) - VITTORIA 22: Farfalla (Butter-Fly?, Batafurai) - VITTORIA 23: Ala possente (Mighty Wing?) - VITTORIA 24: Estranea (ストレンジャー?, Sutorenjā) - Episodio Une (ＥＰＩＳＯＤＥ★ＵＮＥ?, Epizōdo Un) |                                    |                              |
| 4  | -   | Digimon Adventure V-Tamer 01 Disco-4 「デジモンアドベンチャーVテイマー01 Disc-4」 - Dejimon Adobenchā V-Teimā 01 Disc-4 | 4 giugno 2001 ISBN 4-08-806022-9   | -                            |
| 4  | -   | Capitoli (traduzioni letterali dei titoli) - VITTORIA 25: Alias 1 - Sigma (エイリアス1・シグマ?, Eriasu 1 - Shiguma) - VITTORIA 26: Offensiva e difensiva in Masks Square (仮面広場の攻防?, Masukuzu Sukueā no koubou) - VITTORIA 27: Neo attacca!!! (ネオ進撃!!!?, Neo shingeki!!!) - VITTORIA 28: Alias 2 - Mari (エイリアス2・マリ?, Eiriasu 2 - Mari) - Doppio domatore!! La grande battaglia super-dimensionale!! (ダブルテイマー！！超時空大戦！！?, Daburu Teimā!! Choujikuu taisen!!) |                                    |                              |
| 5  | -   | Digimon Adventure V-Tamer 01 Disco-5 「デジモンアドベンチャーVテイマー01 Disc-5」 - Dejimon Adobenchā V-Teimā 01 Disc-5 | 2 novembre 2001 ISBN 4-08-806024-5 | -                            |
| 5  | -   | Capitoli (traduzioni letterali dei titoli) - VITTORIA 29: L'ira di Leo (レオ激昂?, Reo gekikō) - VITTORIA 30: Guerra santa (聖戦?, Seisen) - VITTORIA 31: La potenza leggendaria - Digiuovo (伝説の力 デジメンタル?, Densetsu no chikara - Dejimentaru) - VITTORIA 32: Alias 3 - Hideto (エイリアス3・ヒデ?, Eiriasu 3 - Hideto) - VITTORIA 33: Mente seria (ＳＥＲＩＯＵＳ ＭＩＮＤの巻?, Shiriasu Maindo no maki) - VITTORIA 34: Contro Omnimon 1: vivo o morto (ＶＳオメガモン１ ＤＥＡＤ ＯＲ ＡＬＩＶＥの巻?, Bāsasu Omegamon ichi Deddo Oa Araibu no maki) |                                    |                              |
| 6  | -   | Digimon Adventure V-Tamer 01 Disco-6 「デジモンアドベンチャーVテイマー01 Disc-6」 - Dejimon Adobenchā V-Teimā 01 Disc-6 | 4 luglio 2002 ISBN 4-08-806025-3   | -                            |
| 6  | -   | Capitoli (traduzioni letterali dei titoli) - VITTORIA 35: Contro Omnimon 2: giustizia (ＶＳオメガモン１ ＪＵＳＴＩＣＥ?, Bāsasu Omegamon ni Jasutisu) - VITTORIA 36: Contro Omnimon 3: la ragione per combattere (ＶＳオメガモン３ 戦う理由?, Bāsasu Omegamon san tatakau riyū) - VITTORIA 37: Contro Omnimon 4: Impulso di Drago (ＶＳオメガモン４ ドラゴンインパルス?, Bāsasu Omegamon yon Doragon Inparusu) - VITTORIA 38: Terremoto devastante! Il castello di Demon!! (激震！デーモン城！！?, Gekishin! Dēmon jō!!) - VITTORIA 39: Neo contro Alias III (ネオＶＳエイリアスＩＩＩ?, Neo Bāsasu Eiriasu Surī) - VITTORIA 40: Omnimon contro Arkadimon (オメガモンＶＳアルカディモン?, Omegamon Bāsasu Arukadimon) |                                    |                              |
| 7  | -   | Digimon Adventure V-Tamer 01 Disco-7 「デジモンアドベンチャーVテイマー01 Disc-7」 - Dejimon Adobenchā V-Teimā 01 Disc-7 | 4 dicembre 2002 ISBN 4-08-806028-8 | -                            |
| 7  | -   | Capitoli (traduzioni letterali dei titoli) - VITTORIA 41: Domatore di Digimon (デジモンテイマー?, Dejimon Teimā) - VITTORIA 42: La rinascita di Zero!!! (ゼロ復活！！！?, Zero fukkatsu!!!) - VITTORIA 43: Speranza (ＨＯＰＥ ＯＮ?, Hōpu On) - VITTORIA 44: Un nuovo mostro (新しいモンスター?, Atarashii Monsutā) - VITTORIA 45: Verso il castello di Demon (デーモン城へ?, Dēmon jō e) - Generazione Frontier (フロンティアジェネレーション?, Furontia Jenerēshon) |                                    |                              |
| 8  | -   | Digimon Adventure V-Tamer 01 Disco-8 「デジモンアドベンチャーVテイマー01 Disc-8」 - Dejimon Adobenchā V-Teimā 01 Disc-8 | 4 aprile 2003 ISBN 4-08-806030-X   | -                            |
| 8  | -   | Capitoli (traduzioni letterali dei titoli) - VITTORIA 46: Scontro!! (激突！！?, Gekitotsu!!) - VITTORIA 47: Speranza e disperazione (希望と絶望?, Kibō to zetsubō) - VITTORIA 48: Cancella (ＤＥＬＥＴＥ?, Derīto) - VITTORIA 49: Punto Matrice (ドットマトリックス?, Dotto Matorikkusu) - VITTORIA 50: Il coraggio di continuare (ひとつながりの勇気?, Hitotsu nagari no yūki) - VITTORIA 51: Luce (光?, Hikari) - Sangue ribollente!! La battaglia splendente!!! (熱血！！キラキラ大戦！！！?, Nekketsu!! Kirakira taisen!!!) |                                    |                              |
| 9  | -   | Digimon Adventure V-Tamer 01 Disco-9 「デジモンアドベンチャーVテイマー01 Disc-9」 - Dejimon Adobenchā V-Teimā 01 Disc-9 | 4 novembre 2003 ISBN 4-08-806032-6 | -                            |
| 9  | -   | Capitoli (traduzioni letterali dei titoli) - VITTORIA 52: Combinazione V (コンビネーションＶ?, Konbinēshon Bui) - VITTORIA 53: Il superevoluto può esistere (超究極体あらわる?, Chō kyūkyoku-tai Arawaru) - VITTORIA 54: La santa luce, Ulforce (聖なる光 アルフォース?, Seinaru hikari Arufōsu) - VITTORIA 55: Verità (真実?, Shinjitsu) - VITTORIA 56: Virus oscuro (ダークウイルス?, Dāku Uirusu) - VITTORIA 57: Futuro (ＦＵＴＵＲＥ?, FYŪCHĀ) - VITTORIA 58: Grazie!! (サンキュー！！?, Sankyū!!) - Un nuovo coraggio (新たな勇気?, Aratana yūki) |                                    |                              |

### Adattamento italiano
In Italia sono usciti solo due dei nove volumi che compongono il manga V-Tamer 01, pubblicati in nove fascicoli. Questi numeri, tuttavia, non sono stati pubblicati con la normale lettura manga da destra a sinistra, bensì sono stati capovolti in stile occidentale. Inoltre, molti dei nomi dei vari personaggi del manga sono stati cambiati: Taichi Yagami cambia nome e torna ad essere nuovamente Tai Kamiya, esattamente come accaduto nella traduzione di Digimon Adventure; tuttavia, nel manga si accenna al fatto che il vero nome del protagonista sia Taichi, anche se soprannominato quasi sempre Tai, mentre nell'anime il nome "Taichi" non viene mai menzionato.
Zeromaru diviene Zeromon: probabilmente, questa scelta è stata fatta dagli adattatori per non confondere i bambini che avrebbero acquistato il manga dando ad un Digimon un nome che non terminasse con il suffisso "-mon". Infatti, anche in C'Mon Digimon il Digimon del protagonista, Bun, viene rinominato Bunomon. Probabilmente per lo stesso motivo, inoltre, sono stati eliminati tutti i soprannomi che caratterizzano i personaggi di questo manga: Lord HolyAngemon è semplicemente MagnaAngemon, Leo, Gabo e Gon tornano ad essere Leomon, Gabumon e Gomamon e così via. L'edizione era molto curata, con tavole in grande formato, completamente a colori e diverse rubriche di approfondimento.
Soltanto l'ultimo fascicolo pubblicato (il numero 9) fu stampato in bianco e nero, oltre che ad avere un numero di pagine superiore rispetto agli altri. Il manga fu interrotto presumibilmente per scarse vendite, forse dovute alle eccessive incongruenze dell'adattamento italiano rispetto alla serie animata.

## Curiosità
- Nello speciale crossover Double Tamer, il nome dello scrittore ed ideatore di V-Tamer 01, Hiroshi Izawa, indica uno dei domatori divorati da Parallelmon.